# Агиньяда Карранса, Марио
Марио Агиньяда Карранса (исп. Mario Aguiñada Carranza; 1942, Сонсонате — 25 августа 2015) — сальвадорский активист и политик. В студенческие годы стал политически активным и вступил в Коммунистическую партию Сальвадора. В 1970-х годах стал генеральным секретарём Националистического демократического союза. Во время гражданской войны в Сальвадоре был на стороне Фронта национального освобождения имени Фарабундо Марти и служил его дипломатическим представителем. Агиньяда Карранса была членом Законодательной ассамблеи Сальвадора с 1991 по 1994 год.

## Биография
Агиньяда Карранса родился в 1942 году в Сонсонате. Агиньяда Карранса стал политически активным еще в студенческие годы. В 1958 году он принял участие в Ассоциации молодёжи 5 ноября, протестуя против президента Хосе Марии Лемуса. Два года спустя он стал членом Коммунистической партии Сальвадора, а в 1964 году — её национального руководства.
В 1970-х годах Марио стал генеральным секретарём основанной коммунистами легальной партии Националистический демократический союз (Union Democrática Nacionalista, UDN). В 1975 году был убит его брат Рафаэль.
В октябре 1980 года, через год после начала гражданской войны в Сальвадоре, несколько революционных партий, включая Коммунистическую партию, объединились в Фронт национального освобождения имени Фарабундо Марти (ФНОФМ). Вместе с другими членами коммунистической партии Шафиком Хандалем и Америко Араухо он стал членом объединенного высшего командования ФНОФМ. С 1984 по 1988 год Марио Агиньяда Карранса занимал дипломатическую должность в ФНОФМ и проводил время за границей. Агиньяда Карранса участвовал в мирных переговорах по прекращению гражданской войны в составе Революционно-демократического фронта, а затем работал в Комиссии по консолидации мира (Comisión de la Consolidación de la Paz).
На выборах 1991 года он был избран в Законодательную ассамблею Сальвадора и работал до 1994 года, представляя UDN и партию «Демократическая конвергенция» (Convergencia Democrática).
Агиньяда Карранса умер 25 августа 2015 года в возрасте 73 лет.